# 王遐
王遐，字桓子，东晋太原郡晋阳县（治今山西省太原市）人。
王遐之女王简姬为晋简文帝司马昱皇后。王遐年轻时以华族子弟出仕，官至光祿勳。去世后，谥靖，追赠特进、光禄大夫、加散骑常侍。

## 子女
- 长子王恪，官至领军将军
  - 王欣之，官至豫章太守
  - 王欢之，官至广州刺史
- 幼子王臻，官至崇德卫尉
- 女儿王简姬